# Safia celia
Safia celia là một loài bướm đêm trong họ Noctuidae.